# شهرستان گیانتسه
شهرستان گیانتسه (به لاتین: Gyantse County) یک منطقهٔ مسکونی در چین است که در شیگاتسه واقع شده‌است.